# Jason Bofunda
Jason Bofunda (Montfermeil, 24 aprile 1998) è un giocatore di football americano francese che gioca come runningback per i Flash de La Courneuve.
Ha sempre giocato per squadre francesi (Gladiateurs de la Queue-en-Brie, Flash de La Courneuve e Paris Musketeers), ad eccezione di una porzione della stagione 2021 nella quale ha giocato per i tedeschi Frankfurt Universe.

## Palmarès
- 1 Europeo (2018)
- 1 Casque de Diamant (Flash de La Courneuve, 2022)